# Idioma dâw
DâW /dɤw/ es una lengua hablada por la comunidad dâw de Waruá, en la margen derecha del río Negro, municipio de São Gabriel da Cachoeira. Forma parte del grupo Nadahup u oriental de la familia makú. En su morfología se destaca su carácter monosilábico, incluso en la combinación de palabras.

## Fonología
El sistema fonológico dâw está compuesto por veinticinco consonantes y quince vocales (nueve orales y seis nasales):
| Vocales             | Anteriores | Centrales | Posteriores | Redondeadas |
| ------------------- | ---------- | --------- | ----------- | ----------- |
| Cerrada             | i ĩ        |           | ɯ ɯ̃         | u ũ         |
| Media               | e          | ə         | ɤ           | o           |
| semiabiertas        | ɛ ɛ̃        |           |             | ɔ ɔ̃         |
| Abierta Consonantes |            | a ã       |             |             |

Las vocales se realizan laringealizadas cuando ocurren al lado de la oclusiva glotal, por ejemplo en /nɯʔ/ [nɯ̰́ʔ] ("faltar", "carecer").
| Consonantes       | Consonantes       | Labial | Alveolar | Palatal | Velar | Glotal |
| Oclusivas         | sordas            | p      | t        | c       | k     | ʔ      |
| Oclusivas         | sonoras           | b      | d        | ɟ       | ɡ     |        |
| Fricativas sordas | Fricativas sordas |        |          | ʃ       |       | h      |
| Nasales           |                   | m      | n        | ɲ       | ŋ     |        |
| Nasales           | glotalizadas      | mˀ     | nˀ       | ɲˀ      | ŋˀ    |        |
| Aproximantes      |                   |        | l        | j       | w     |        |
| Aproximantes      | glotalizadas      | wˀ     | lˀ       | jˀ      |       |        |

Cuando siguen a vocales orales, las consonantes nasales son realizadas como preoralizadas bm, dn, ɟɲ, gŋ. En posición inicial /c/ y /k/ se realizan como eyectivas [cʼ] y [kʼ].

### Tonos
Dâw es una lengua tonal en la cual el tono es una característica suprasegmental que atribuye diferentes alturas a las palabras, las cuales implican diferenças lexicales, lo que significa que las palabras se contrastan por el tomo. Registra dos tipos de tonos de contorno: tono ascendente (↑V, é) y tono descendente (↓V, è) y hay además segmentos átonos (tono cero ∅).